# Олимпийски огън
Олимпийският огън е символ на олимпийските игри.
За първи път в ерата на модерните олимпийски игри олимпийският огън присъства на Олимпиадата в Амстердам през 1928 г. Щафетата с олимпийския огън е въведена за първи път на Олимпийските игри в Берлин през 1936 г. За първи път на зимни олимпийски игри огънят присъства през 1952 г. в Осло. 
В контекста на модерните олимпийски игри олимпийският огън символизира положителните ценности, които хората винаги са свързвали с огъня. Огънят се пали месеци преди началото на игрите в планината Олимп, което изтъква връзката между древните и модерните олимпийски игри. Олимпийският огън се пренася до стадиона на олимпийските игри най-вече с щафета от тичащи преносители. Внасянето му в стадиона е кулминационният момент по време на откриването на олимпийски игри. Огънят стои запален до края на игрите. 
По време на древните олимпийски игри огънят горял в олтара на богинята Хестия. Днес огънят се пали с огледало и слънчеви лъчи пред храма на богиня Хера, който се намира срещу храма на бог Зевс. 